# 간자키역 (가가와현)
간자키역(일본어: 神前駅)은 일본 가가와현 사누키시에 위치한 시코쿠 여객철도 고토쿠 선의 철도역이다. 역 번호는 T16이며, 단선 승강장 1면 1선의 구조를 갖춘 지상역이다.

## 이용 현황
| 승차 인원 추이 | 승차 인원 추이 |
| 연도           | 1일 평균       |
| -------------- | -------------- |
| 2008           | 453            |
| 2009           | 446            |
| 2010           | 494            |
| 2011           | 521            |

## 역 주변
- 사누키 시립 간자키 소학교

## 역사
- 1952년 1월 27일 : 개업.
- 1972년 10월 1일 : 무인역화.
- 1987년 4월 1일 : 일본국유철도 분할 민영화에 의해, 시코쿠 여객철도가 승계.

## 인접 역
| 시코쿠 여객철도         | 시코쿠 여객철도 | 시코쿠 여객철도               |
| ----------------------- | --------------- | ----------------------------- |
| T 17 조다 다카마쓰 방면 | 고토쿠 선       | 사누키쓰다 T 15 도쿠시마 방면 |